# Richard Schülbe
Richard Schülbe (* 20. September 1909 in Freiheit; † 1989) war ein deutscher Politiker und Bergmann unter Tage und Sicherheitsinspektor in einem Schachtbetrieb im Mansfelder Kupfererzbergbau.
Für den FDGB saß er mehrere Jahre als Abgeordneter in der Volkskammer der DDR. Er war verheiratet mit Lotte Schülbe, die 1968 starb und mit der er drei Kinder hatte. Seine zweite Frau Margot stammte aus Leipzig. Richard Schülbe starb 1989. Er lebte in Wimmelburg (heutiger Landkreis Mansfeld-Südharz in Sachsen-Anhalt), wo er auch seine letzte Ruhestätte fand.